# Chief Dan George
Chief Dan George (en español, el jefe Dan George) fue un líder amerindio canadiense de los Tsleil-Waututh, una de las Naciones Originarias de Canadá, que habitan en la Columbia Británica. Actor y escritor, es recordado por haber sido nominado a un premio Óscar por su actuación en el filme Pequeño gran hombre. Actuó además en varios filmes, series de televisión y obras de teatro. Fue un influyente vocero por los derechos de los pueblos indígenas americanos.

## Biografía
Nació el 24 de julio de 1899 en la Burrard Reserve Nº 3 en la isla de Vancouver, Columbia Británica (Canadá), hijo de un líder tribal, recibiendo el nombre de Tes-wah-no. Recibió también el nombre inglés Dan Slaholt. A los cinco años de edad fue inscrito en un colegio para niños nativos (Canadian residential school system) administrado por religiosos, donde transcurrió su proceso de aculturación. Allí su nombre fue cambiado a Dan George (el segundo era el nombre inglés de su padre). Terminados sus estudios, trabajó como obrero portuario, obrero de la construcción y chofer profesional durante 27 años. En 1951, a la edad de 52 años, asumió como líder de su nación, cargo que ocuparía hasta 1963.
En 1960 se presentó a una prueba de actuación para la serie de televisión Cariboo Country, de la televisión canadiense, y resultó elegido para el rol de Ol’ Antoine. La serie se emitió hasta 1967.  El mismo año fue elegido para representar el mismo rol en el filme Smith! (1967), junto a Glenn Ford, Nancy Olson, Warren Oates y Keenan Wynn, entre otros. Participó también en un capítulo de la serie El Gran Chaparral, y en 1971 en un capítulo de la serie Bonanza.
Junto con desarrollar su carrera cinematográfica, Chief Dan George trabajó para promover un mejor conocimiento de las Naciones Originarias de Canadá en la sociedad anglosajona, por medio de obras literarias. Escribió dos libros de poesía, My Heart Soars (1974) y My Spirit Soars (1982). 
En 1967, durante la celebración del centenario de Canadá en la ciudad de Vancouver, declamó públicamente ante 35.000 personas su monólogo Lament for Confederation, un emotivo y nostálgico discurso por la pérdida de su pueblo, de su cultura y su territorio, a causa de la colonización. Este discurso dio inicio al activismo en Canadá para la promoción de los valores culturales de las Naciones Originarias, despertando también las simpatías en la sociedad canadiense en general. El mismo año participó en la obra teatral The Ecstasy of Rita Joe, un drama sobre la historia de una muchacha amerindia que se traslada a una ciudad, donde su vida acaba en un trágico final.
En 1970, a los 71 años de edad, actuó el rol de Old Lodge Skins, en el filme Pequeño gran hombre (1970), junto a Dustin Hoffman, ganando premios otorgados por el New York Film Critics y la National Society of Film Critics, como mejor actor secundario, entre otros, y siendo nominado al premio Óscar como mejor actor secundario, siendo el primer amerindio en lograrlo. En 1971 recibió la condecoración de Oficial de la Orden de Canadá por sus servicios a dicho país.
Encasillado en los roles de nativo amerindio, aunque dando su personal interpretación de acuerdo a su carácter calmado, no exento de sutil humor, actuó en un conjunto de series de televisión y filmes durante el resto de la década de 1970, incluyendo un rol en The Outlaw Josey Wales (1976), con Clint Eastwood. Su última aparición fue en el filme Nothing Personal (1980), junto a Donald Sutherland y Suzanne Sommers.
Residía habitualmente en la casa construida por él en Vancouver, junto a su familia. Allí falleció el 23 de septiembre de 1981, a los 82 años de edad.

## Premios y distinciones
Premios Óscar
| Año  | Categoría              | Título              | Resultado |
| ---- | ---------------------- | ------------------- | --------- |
| 1970 | Mejor actor de reparto | Pequeño gran hombre | Nominado  |